# Dumka (Distrikt)

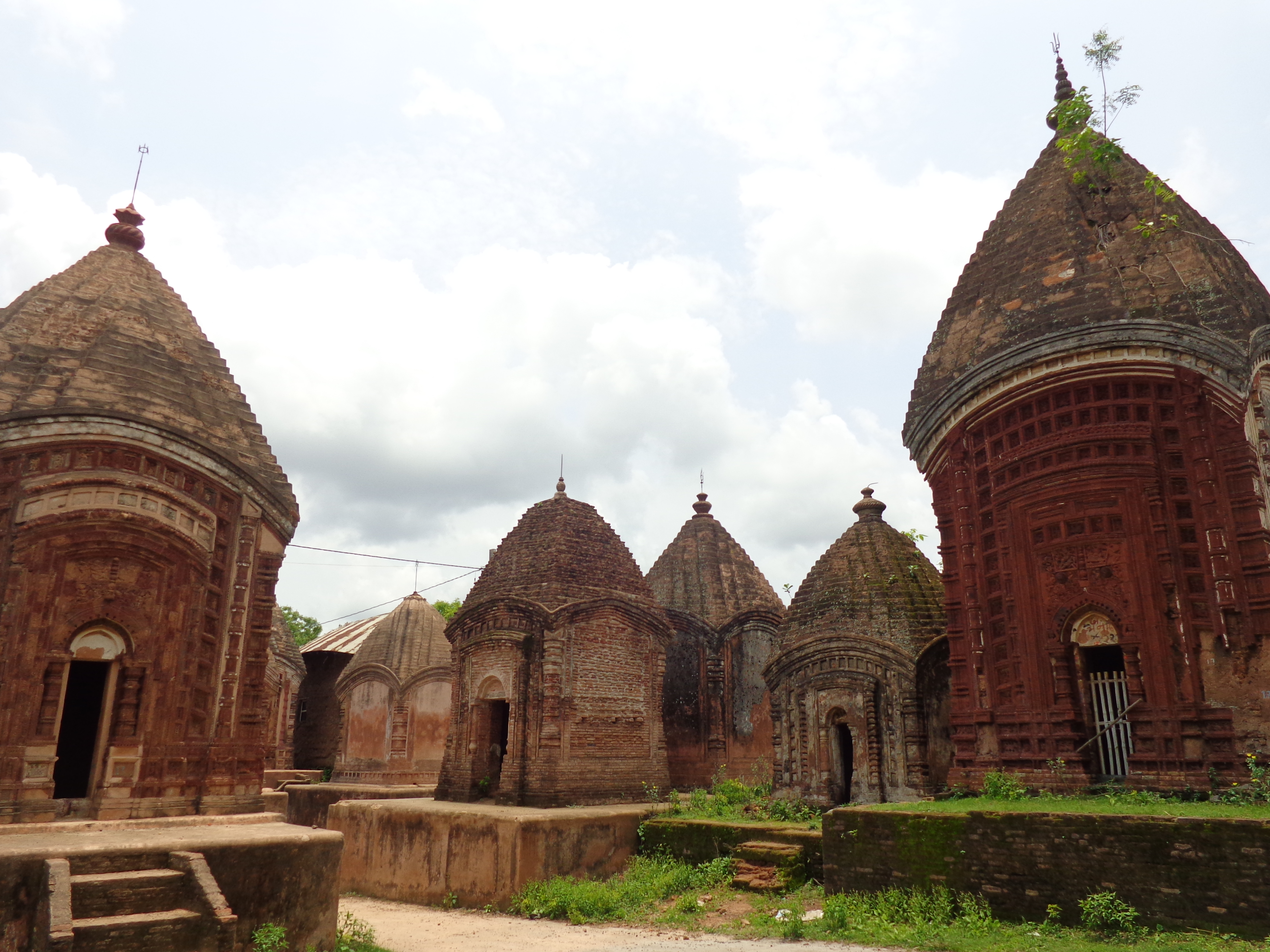
Tempel von Maluti im Osten des Distrikts

Dumka ist ein ca. 3760 km² großer Distrikt mit ca. 1,5 Millionen Einwohnern im indischen Bundesstaat Jharkhand. Verwaltungssitz ist die gleichnamige Stadt Dumka.

## Bevölkerung

### Übersicht
Die Einwohnerzahl lag bei 1.321.442 (2011). Die Bevölkerungswachstumsrate im Zeitraum von 2001 bis 2011 betrug 19,42 % und lag damit sehr hoch. Dumka hat ein Geschlechterverhältnis von 977 Frauen pro 1000 Männer und damit einen für Indien häufigen Männerüberschuss. Der Distrikt hatte 2011 eine Alphabetisierungsrate von 61,02 % (Frauen: 48,82 %, Männer: 72,96 %), eine Steigerung um knapp 13 Prozentpunkte gegenüber dem Jahr 2001. Die Alphabetisierung liegt damit allerdings immer noch weit unter dem nationalen Durchschnitt. Knapp 79,1 % der Bevölkerung sind Hindus, ca. 8,1 % sind Muslime, ca. 6,5 % sind Christen und ca. 6,3 % gaben keine Religionszugehörigkeit an oder praktizierten andere Religionen. 16,6 % der Bevölkerung sind Kinder unter 6 Jahre.

### Bevölkerungsentwicklung
In den ersten Jahrzehnten des 20. Jahrhunderts wuchs die Bevölkerung langsam. Grund hierfür waren Seuchen, Krankheiten und Hungersnöte. Erst seit 1991 hat sich die Bevölkerungszunahme beschleunigt. Seit 1961 war in den jeweils zehn Jahren zwischen den einzelnen Volkszählungen mit Ausnahme von 1971 bis 1981 ein sehr starkes Wachstum zu verzeichnen. Während die Bevölkerung in der ersten Hälfte des 20. Jahrhunderts um rund 29 % zunahm, betrug das Wachstum zwischen 1961 und 2011 117 %. Die Bevölkerungszunahme zwischen 2001 und 2011 lag bei 19,42 % oder rund 215.000 Menschen. Die Entwicklung verdeutlichen folgende Tabellen:
| Jahr      | 1901    | 1911    | 1921    | 1931    | 1941    | 1951    | 1961    | 1971    | 1981    | 1991    |
| Einwohner | 417.465 | 434.344 | 414.970 | 474.314 | 516.936 | 537.200 | 609.812 | 713.444 | 780.258 | 950.835 |

### Bedeutende Orte
Im Distrikt gibt es mit dem Hauptort Dumka, Basukinath, Dudhani, Purana Dumka und Rasikpur laut der Volkszählung 2011 nur fünf Orte, die als Städte (towns und census towns) gelten. Dies widerspiegelt den geringen Anteil an städtischer Bevölkerung im Distrikt. Denn nur 90.178 der 1.321.442 Einwohner oder 6,82 % leben in städtischen Gebieten.

### Volksgruppen
In Indien teilt man die Bevölkerung in die drei Kategorien general population, scheduled castes und scheduled tribes ein. Die scheduled castes (anerkannte Kasten) mit (2011) 79.614 Menschen (6,02 Prozent der Bevölkerung) werden heutzutage Dalit genannt (früher auch abschätzig Unberührbare genannt). Die scheduled tribes sind die anerkannten Stammesgemeinschaften mit (2011) 571.077 Menschen (43,22 Prozent der Bevölkerung), die sich selber als Adivasi bezeichnen. Zu ihnen gehören in Jharkhand 32 Volksgruppen. Mehr als 5000 Angehörige zählen die Santal (481.809 Personen oder 36,46 % der Distriktsbevölkerung), Paharia (39.534 Personen oder 2,99 % der Distriktsbevölkerung), Mahli (12.977 Personen oder 0,98 % der Distriktsbevölkerung) und Kol (6063 Personen oder 0,46 % der Distriktsbevölkerung).

### Bevölkerung des Distrikts nach Bekenntnissen
Der Distrikt hat zwar eine deutliche hinduistische Mehrheit. Doch gibt es mit den Muslimen, Christen und Anhängern traditioneller Religionen drei große Minderheiten im Distrikt.
In den meisten Blocks des Distrikts gibt es klare hinduistische Mehrheiten. In den drei Blocks Gopikandar, Kathikund und Shikaripara sind allerdings weniger als 60 % der jeweiligen Bevölkerung Hindus.
In den vier Blocks Dumka, Kathikund, Ranishwar und Shikaripara sind jeweils zwischen 10 und 20 % der Einwohnerschaft islamisch.  Die Hochburgen der christlichen Minderheit sind die Blocks Gopikandar, Kathikund und Shikaripara mit Anteilen zwischen 13,61 % und 18,51 %. Stark vertreten ist die Anhängerschaft der traditionellen Religionen in den Blocks Gopikandar (23,86 % Bevölkerungsanteil) und Masalia (15,81 % Bevölkerungsanteil).
Die genaue religiöse Zusammensetzung der Bevölkerung zeigt folgende Tabelle:
| Jahr                                   | Buddhisten | Buddhisten | Christen | Christen | Hindus    | Hindus | Jainas | Jainas | Muslime | Muslime | Sikhs | Sikhs | Andere Religionen | Andere Religionen | keine Angaben | keine Angaben | Total     | Total    |
| Jahr                                   | Zahl       | %          | Zahl     | %        | Zahl      | %      | Zahl   | %      | Zahl    | %       | Zahl  | %     | Zahl              | %                 | Zahl          | %             | Zahl      | %        |
| -------------------------------------- | ---------- | ---------- | -------- | -------- | --------- | ------ | ------ | ------ | ------- | ------- | ----- | ----- | ----------------- | ----------------- | ------------- | ------------- | --------- | -------- |
| 2011                                   | 267        | 0,02       | 86.404   | 6,54     | 1.044.726 | 79,06  | 162    | 0,01   | 106.865 | 8,09    | 234   | 0,02  | 78.622            | 5,95              | 4162          | 0,31          | 1.321.442 | 100,00 % |
| Quelle: Ergebnis der Volkszählung 2011 |            |            |          |          |           |        |        |        |         |         |       |       |                   |                   |               |               |           |          |

## Bildung
Dank bedeutender Anstrengungen steigt die Alphabetisierung. Sie ist dennoch noch weit weg vom Ziel der kompletten Alphabetisierung. Typisch für indische Verhältnisse sind die starken Unterschiede zwischen Stadt und Land sowie den Geschlechtern. Mehr als neun von zehn Männern in den Städten können lesen und schreiben – aber knapp mehr als die Hälfte der Frauen auf dem Land. Seit der Gründung des Bundesstaats Jharkhand hat sich die Einschulungsrate deutlich erhöht. Mittlerweile gehen laut Angaben des Bundesstaats Jharkhand rund 95 % der Kinder im entsprechenden Alter in die Grundschule. Dies hat zu einem deutlichen Anstieg der Alphabetisierung zwischen 2001 und 2011 geführt.
| Alphabetisierung im Distrikt Dumka                  |                   |                   |                   |                   |
| Einheit                                             | Volkszählung 2001 | Volkszählung 2001 | Volkszählung 2011 | Volkszählung 2011 |
| Einheit                                             | Anzahl            | Anteil            | Anzahl            | Anteil            |
| GESAMT                                              | 421.322           | 46,44 %           | 672.409           | 61,02 %           |
| Männer                                              | 281.823           | 60,87 %           | 406.275           | 72,96 %           |
| Frauen                                              | 139.499           | 31,40 %           | 266.134           | 48,82 %           |
| STADT GESAMT                                        | 41.394            | 81,36 %           | 65.749            | 83,72 %           |
| Stadt-Männer                                        | 24.095            | 87,96 %           | 37.014            | 89,16 %           |
| Stadt-Frauen                                        | 17.299            | 73,66 %           | 28.735            | 77,62 %           |
| LAND GESAMT                                         | 379.928           | 44,36 %           | 606.660           | 59,28 %           |
| Land-Männer                                         | 257.728           | 59,17 %           | 369.261           | 71,65 %           |
| Land-Frauen                                         | 122.200           | 29,04 %           | 237.399           | 46,72 %           |
| Quelle: Ergebnisse der Volkszählungen 2001 und 2011 |                   |                   |                   |                   |

## Sehenswürdigkeiten
Bedeutendste Sehenswürdigkeit in kulturhistorischer Hinsicht sind die vom 17.–19. Jahrhundert im Dorf Maluti erbauten Hindu-Tempel im bengalischen Stil.